# Carlos Jiménez
Carlos Jiménez Sanchéz (Madrid, 10 de Fevereiro de 1976) é um basquetebolista profissional espanhol aposentado, atualmente atua como assistente técnico do Unicaja Malaga.